# مودا سنتر
مودا سنتر (بالإنجليزية: Moda Center)‏ المعروف سابقًا باسم حديقة الورود (بالإنجليزية: Rose Garden)‏ هي الساحة الرياضية الداخلية الرئيسية في بورتلاند، أوريغن، الولايات المتحدة.